# Chezelle
 Chezelle  là một xã ở tỉnh Allier thuộc miền trung nước Pháp.